# Маја (илузија)
Маја (санскрит: माया māyā) је вишезначан појам из хиндуизма. У ведама је првобитно значила натприродну моћ која омогућава онима који је поседују (боговима и изузетним људима) да стварају појавне облике. Такође значи појавну стварност створену на овај начин.
Концепт маје задобија велики значај у појединим хиндуистичким школама, нарочито у филозофији веданте. У веданти је маја значила привидни основ појавног света, чији је збиљски основ апсолутни дух. Због маје нам се једно чини многоструким, а апсолутно релативним. Она је узрок субјективно-објективног расцепа свести. 
Честа поређења, којима се разјашњава учење о маји, јесу фатаморгана и конопац који нам се чини као змија. У индијској традицији постоји мношто прича које пренесено покушавају да разјасне тајну маје.

## Етимологија
Протоиндоирански израз māyā (као и авестански māyā) је отприлике значио „чудесну силу“. Етимологија није поуздано утврђена, те је неки научници изводе из корена may- „измена, мена“, или из корена mā- „мера“, између осталог. Санскритски израз маја се донекле значењски поклапа са српским изразом мајати (замајавати), јер оба језика деле заједничке праиндоевропске корене.

## Маја у хиндуизму

### Риг-веда
У Риг-веди, маја обично означава способност натприродних бића да узму материјални облик, да мењају изглед по сопственој вољи и да у свету постижу дејства над којима обични људи немају никакву контролу (нпр. Риг-веда 3, 53, 8; 6, 47, 18; 10, 54, 2). Такође означава способност богова да стварају појаве, као и појаве створене на тај начин. На пример, појављивање сунца се приписује Митриној и Варуниној маји (Риг-веда 3, 61, 7); стабилност земље и стална запремина океана, упркос непрестаном приливу воде из река, сматра се последицом деловања Варунине маје (РВ. 5, 85); захваљујући томе што Индра поседује мају, не пада небески свод (РВ. 2, 17, 5).
Ову моћ не поседују само добра бића, већ и њихови противници, асуре и данаве. У каснијој веди Атхарва (8, 10, 2), маја се јавља као карактеристична моћ асура и за њу се тврди да је њихова веда знање. У случају да се маја схвата као опасна моћ и знање, њено значење се сужава до »чаробњаштва« и везује се за оне појаве које личе на производ магије.

### Упанишада
Шветашватара упанишада одређује мају као моћ врховног божанства да ствара појавни свет. Кључни за разумевање маје су стихови који износе да велики господар (махесвара), који се идентификује са Шивом, помоћу моћи маје, пројектује сав појавни свет из безличног брахмана (Шветашватара упанишада 4, 9—10). Природа (пракрти) се такође идентификује с мајом. Тако је маја и узрок и последица, моћ која ствара појавни свет и сам свет. 
У истој упанишади се даље износи тврдња да је могуће довести до нестанка маје (маја-нивртли) медитирањем о богу, постизањем јединства с њим и улажењем у његово биће.

### Бхагавад-гита
У Бхагавад Гити, маја је појам који објашњава како бог улази у ток времена да би помогао људима и истовремено њоме прикрива своју праву бит. Кришна говори да он, по природи вечан и нерођен, посредством своје маје може да узме одређено обличје и да уђе у временски ток с циљем да подржи дхарму (Бхагавад-гита 4, 6—8). На тај је начин прво јасно помињање вишнуитске доктрине о божјим аватарима везано за мају.
На другим местима Бхагавад-гита (7, 14—15) преноси да маја лишава појединца ослобађајућег увида (ђнана) у природу стварности. Међутим, онај ко „утажује своју жеђ у богу“ може да превазиђе своју мају (7, 14). Стих 7, 25 још јасније наглашава да маја прикрива божју суштину.

### Хинду веровања
Хиндуизам примењује појам маје на два велика бога хиндуистичке традиције: Шиву и Вишнуа-Кришну. Маја, способност бога да ствара облике, понекад се изједначава с његовим женским, делатним видом, његовом шакти (енергија). Без своје шакти, бог би остао неделатно божанство; свет никад не би био створен; простор и време не би постојали. Маја је попут шакти именица женског рода. Стога, одређени хиндуистички системи сматрају мају посебним видом женске божанске енергије. Понекад је персонификована као Маја или Махамаја, велика богиња стваратељка; понекад је и љубавница Вишнуа коју он плоди да би створио свет.
У хинду митологији постоје многе алегоричне приче о Вишнуовој маји које имају дубоко космолошко значење. 

#### Прича о Наради
Једном се Вишну, да би наградио Нараду за дугортрајно подвижништво, појавио пред њим и објавио да ће му испунити једну жељу. Кад је пустињак понизно замолио да му буде објашњена тајна божанске маје, богу на уснама заигра смешак. „Пођи са мном“, рече Вишну. Пођоше преко усијане голе равнице под немилосним зрацима сунца. Обојица брзо ожеднеше. У даљини, спазише сламнате кровове неког села. 
Вишну тада упита: »Хоћеш ли поћи у село и донијети ми воде?" „Дакако, господару“, одговори светац и упути се према скупини далеких кровова. Вишну остаде да седи хладу једне литице чекајући Нарадин повратак. Нарада стиже у село и закуца на прва врата. Отвори их прекрасна девојка; Нарада у тај час осети нешто о чему никад није ни сањао: чар женских очију. Те су очи биле налик очима његовог господа. Стајао је и зурио у њу. Напросто је заборавио због чега је дошао. Девојка му љупко и смерно пожеле добродошлицу. Као у сну, прекорачи праг њене колибе. Укућани му указаше поштовање без имало збуњености. Примише га с великом почасти каква се исказује светом човеку, али су се истовремено понашали као да он није странац, већ драги и стари знанац који се вратио после дугих избивања. Задивљен њиховим опхођењем, Нарада остаде да живи с њима. Нико га не упита због чега је дошао; изгледало је као да им припада одвајкада. Након неког времена Нарада замоли оца породице за допуштење да се ожени девојком, што су сви у кући једва дочекали. Прижени се он тако у њихов дом и подели с њима терете и весеља сељачког домаћинства. И прохуја дванаест година; народи му се троје деце. Умре свекар и Нарада постаде глава обитељи, наследи имање и бригу о стоци и земљи. А дванаесте године освануше кише са свом жестином: набујаше реке и излише се бујице тако изненадно да се село нађе под водом. У ноћи поплава однесе куће, људе и стоку. Нарада се даде у бег; једном руком је подупро жену а другом водио двоје деце, док је најмлађе упртио на леђа. Пробијао се кроз тмину кроз блато, кроз вртложне воде, под бичевима кише. Али бујица га сустиже и дете му клизну с леђа и изгуби се у подивљалој ноћи. Нарада очајнички крикну и испусти остало двоје деце да би спасао најмлађе. Али беше прекасно, и вода однесе и остало двоје и отрже од њега жену, а он се нађе главачке бачен у струју, попут беспомоћне кладе.
Обезнањеног, поплава га напослетку избаци на неки гребен. Кад дође свести, отвори очи и угледа око себе големо пространство муљаве воде. Могао је само плакати. „Дете“, зачу познат глас од ког му умало не стаде срце, „где је та вода по коју си пошао? Чекам те већ пола сата“. Нарада се осврну и уместо воде, спази блиставу пустињу под подневним сунцем. Угледа и Вишнуа где стоји поврх њега и кривуљу његових усана која се подругљиво смешкала. И упита га бог: „Разумеш ли сада тајну моје маје?"

### Веданта
У недуалистичкој филозофији адваита-веданте, маја се поима као илузија, нарочито у тумачењу које јој даје Шамкара, велики систематичар 18. века. Прихватањем строгог онтолошког недуализма, ствара се неизбежан проблем статуса појавног света, односно његовог односа према брахману, који је једина истинска стварност. Маја је најважнији појам путем којег се објашњава однос брахмана и појавног света у систему адваите. Ако је брахман, апсолут, једино што заиста постоји, онда је опажање мноштвености својеврсна грешка. Ова грешка се приписује деловању маје. Заправо, опажени свет различитости је маја и може се назвати илузијом са становишта више свести која брахмана спознаје као једину стварност. Епистемолошки, маја је немогућност да се спозна једност стварности, узрокована људским незнањем (авидја). 
Шамкара, на основу заједничке људске перцепције спољне стварности, не доводи у сумњу постојање света, али га не сматра у потпуности стварним. Оно што је истински стварао (сат), окарактерисано је потпуном непромењивошћу, вечношћу и бескрајношћу, дакле, то је брахман. Али појавни свет није потпуно лишен реалности, јер оно што је нестварно (асат) не може постојати. Стога је појавни свет релативно стваран, јер је његово постојање изведено. И модерни индијски филозофи, попут Радхакришнана, избегавају поједностављено изједначавање маје са илузијом. За Радхакришнана, појавни свет јесте стваран али његова стварост је зависна од апсолутног брахмана.

## Маја у будизму
У будизму, илузија (маја) јесте нешто лажно или што заправо не постоји. Сам Готама Буда је говорио: „Све је нестварно", и „овај свет је ништа по себи и за себе. " Будисти верују да су све физичке и психичке појаве условљене нечим, и да је читаво постојање непрекидни ток (самсара), без икакве суштине или трајног сопства (анатта).
На основу увида у условљену природу света, Буда је закључио да постоји и нерођено, неодрасло и неусловљено:
| „                 | О просјаци, постоји нерођено, неодрасло и неусловљено. Кад не би било нерођеног, неодраслог и неусловљеног, тада не би било излаза за рођено, одрасло и условљено. Пошто постоји нерођено, неодрасло и неусловљено, постоји и излаз за рођено, одрасло и условљено. | ” |
| — Сидарта Гаутама | |   |